# Kevin Hart
Kevin D. Hart (n. 6 iulie 1979) este un  actor american, scenarist și comediant. Născut și crescut în Philadelphia, Pennsylvania, Hart și-a început cariera câștigând câteva competiții de amatori de comedie în cluburi din New England, culminând cu primul său rol în 2000 când a jucat rolul lui Judd Apatow în serialul TV Undeclared. Serialul a durat doar un sezon, dar curând a primit alte roluri în filme precum Paper Soldiers (2002), Scary Movie 3 (2003), Soul Plane (2004) sau Little Fockers (2010).
Prima reprezentație de stand-up a lui Hart a avut loc la The Laff House din Philadelphia natală, sub numele de Lil Kev, care nu a mers bine.[4][10] Cariera sa a suferit un început lent și a fost huiduit de mai multe ori în afara scenei, o dată fiind chiar aruncată în el o bucată de pui.[11] După acele spectacole inițiale nereușite, el a început să participe la competiții de comedie în Massachusetts, recepțiile publicului s-au îmbunătățit în cele din urmă.[9] Lui Hart i-a luat timp să dezvolte un stil unic de comedie. După o perioadă timpurie în care a încercat să imite comedianți precum Chris Tucker, și-a găsit propriul ritm adâncindu-și în nesiguranțe și experiențe de viață. El a spus: „Din cauza a ceea ce fac, trebuie să fie o carte deschisă. Dar chiar acum aceasta este o carte care se scrie.”[11]
Turneele de comedie ale lui Hart au început în 2009 cu actul său intitulat I'm a Grown Little Man, urmat de Seriously Funny în 2010, Laugh at My Pain în 2011 și Let Me Explain în 2013, ultimele două dintre acestea fiind, de asemenea, lansate ca caracteristici în cinematografe.[4] Hart a încasat peste 15 milioane de dolari din „Laugh at My Pain”, devenind unul dintre turneele de comedie cele mai vândute din anul.[12] Hart are și un joc disponibil prin iTunes numit „Little Jumpman”. Pagina sa de Facebook, contul de Twitter și canalul YouTube sunt toate conectate și accesibile prin această aplicație.[10] Majoritatea fanilor de peste mări ai lui Hart l-au descoperit și pe YouTube.[13]
Pe 9 aprilie 2015, Hart a pornit într-un turneu mondial de comedie intitulat What Now? Tur la Centrul AT&T din San Antonio, care s-a încheiat pe 7 august 2016, la Centrul Civic Columbus din Columbus, Georgia. Pe 16 iulie 2015, Universal Pictures a anunțat că Kevin Hart: What NOWWWWW?, un film de comedie stand-up cu o interpretare a filmului What Now al lui Hart? Turneu, ar urma să fie lansat în cinematografe în Statele Unite pe 14 octombrie 2016.[14] Spectacolul a fost filmat live pe 30 august 2015, în fața a 53.000 de oameni, la Lincoln Financial Field din Philadelphia.[15][16]

## Biografie
Kevin Darnell Hart[2] s-a născut în Philadelphia la 6 iulie 1979[3], fiul lui Nancy (mort în 2007)[4] și al lui Henry Hart.[3][5] Are un frate mai mare pe nume Robert.[2] A fost crescut într-o gospodărie monoparentală de mama sa, care a lucrat ca analist de sisteme pentru Biroul de Înregistrare a Studenților și Servicii Financiare de la Universitatea din Pennsylvania.[2] Tatăl său a fost un dependent de cocaină care a fost în închisoare și a ieșit din închisoare în cea mai mare parte a copilăriei lui Hart, ceea ce l-a determinat pe Hart să folosească umorul ca o modalitate de a face față vieții sale tulburi de familie.[3] Relația lui cu tatăl său s-a îmbunătățit după ce tatăl său și-a revenit din dependență.[4] De asemenea, mai târziu avea să vorbească despre mama lui în rutina lui stand-up, portretizând-o ca pe o femeie iubitoare, dar intimidantă.[6] După ce a absolvit George Washington High School, Hart a urmat pentru scurt timp Colegiul Comunitar din Philadelphia înainte de a renunța și de a se muta în New York City.[7][8][9] S-a mutat apoi la Brockton, Massachusetts, și a găsit de lucru ca vânzător de pantofi.[9]

## Filmografie

### Film
| An   | Film                                     | Rol                                                      | Note            |
| ---- | ---------------------------------------- | -------------------------------------------------------- | --------------- |
| 2002 | Paper Soldiers                           | Shawn                                                    |                 |
| 2003 | Scary Movie 3                            | CJ                                                       |                 |
| 2003 | Death of a Dynasty                       | P-Diddy / Cop 1 / Dance Coach / Hyper Rapper / H. Lector |                 |
| 2004 | Along Came Polly                         | Vic                                                      |                 |
| 2004 | Soul Plane                               | Nashawn Wade                                             |                 |
| 2005 | The 40-Year-Old Virgin                   | Smart Tech Customer                                      |                 |
| 2005 | In The Mix                               | Busta                                                    |                 |
| 2006 | Scary Movie 4                            | CJ                                                       |                 |
| 2006 | The Last Stand                           | F Stop/G Spot                                            |                 |
| 2007 | Epic Movie                               | Silas                                                    |                 |
| 2008 | Fool's Gold                              | Bigg Bunny                                               |                 |
| 2008 | Superhero Movie                          | Trey                                                     |                 |
| 2008 | Extreme Movie                            | Barry                                                    |                 |
| 2008 | Meet Dave                                | Number 17                                                |                 |
| 2008 | Drillbit Taylor                          | Pawn Shop Dealer                                         |                 |
| 2009 | Not Easily Broken                        | Tree                                                     |                 |
| 2009 | Kevin Hart: I'm a Grown Little Man       | Rolul său                                                | Stand-up film   |
| 2010 | Something Like a Business                | JoJo                                                     |                 |
| 2010 | Kevin Hart: Seriously Funny              | Rolul său                                                | Stand-up film   |
| 2010 | Death at a Funeral                       | Brian                                                    |                 |
| 2010 | Little Fockers                           | Nurse Louis                                              |                 |
| 2011 | 35 and Ticking                           | Cleavon                                                  |                 |
| 2011 | Kevin Hart: Laugh at My Pain             | Rolul său                                                | Stand-up film   |
| 2011 | Let Go                                   | Kris Styles                                              |                 |
| 2012 | The Five-Year Engagement                 | Doug                                                     |                 |
| 2012 | Think Like a Man                         | Cedric                                                   |                 |
| 2012 | Exit Strategy                            | Mannequin Head Man                                       |                 |
| 2013 | This Is the End                          | Kevin Hart                                               |                 |
| 2013 | Kevin Hart: Let Me Explain               | Rolul său                                                | Stand-up film   |
| 2013 | Grudge Match                             | Dante Slate, Jr.                                         |                 |
| 2014 | Ride Along                               | Ben Barber                                               |                 |
| 2014 | About Last Night                         | Bernie                                                   |                 |
| 2014 | Think Like a Man Too                     | Cedric                                                   |                 |
| 2014 | School Dance                             | OG Pretty Lil' Thug                                      | Uncredited role |
| 2014 | Top Five                                 | Charles                                                  |                 |
| 2015 | The Wedding Ringer                       | Jimmy Callahan/Bic Mitchum                               |                 |
| 2015 | Get Hard                                 | Darnell Lewis                                            |                 |
| 2016 | Ride Along 2                             | Ben Barber                                               |                 |
| 2016 | Central Intelligence                     | Calvin Joyner                                            |                 |
| 2016 | The Secret Life of Pets                  | Snowball (voice)                                         |                 |
| 2016 | Kevin Hart: What Now?                    | Rolul său                                                | Stand-up film   |
| 2017 | Captain Underpants: The First Epic Movie | George Beard (voice)                                     |                 |
| 2017 | The Upside                               | Driss                                                    |                 |
| 2017 | Jumanji: Welcome to the Jungle           | Franklin "Mouse" Finbar / Anthony "Fridge" Johnson       |                 |
| 2018 | Night School                             | Teddy Walker                                             |                 |

| Emisiune TV/Program | Emisiune TV/Program                        | Emisiune TV/Program | Emisiune TV/Program |
| An                  | Emisiune TV                                | Rol                 |                     |
| ------------------- | ------------------------------------------ | ------------------- | ------------------- |
| 2001                | North Hollywood (film TV)                  | Rolul său           |                     |
| 2002                | Class of '06 (film)                        | Tony                |                     |
| 2002                | Undeclared                                 | Luke                |                     |
| 2004                | The Big House                              | Kevin               |                     |
| 2005                | Wild 'n Out (serial TV)                    | Rolul său           |                     |
| 2005                | Dante (film)                               |                     |                     |
| 2005                | Barbershop                                 | James Ricky         |                     |
| 2005                | Jake In Progress                           | Nugget Dawson       |                     |
| 2006                | Love, Inc.                                 | James               |                     |
| 2006                | Help Me Help You                           | Kevin               |                     |
| 2007                | The Weekend (film)                         | Miles               |                     |
| 2007                | All of Us                                  | Greg                |                     |
| 2009                | Party Down                                 | Dro Grizzle         |                     |
| 2009                | Kröd Mändoon and The Flaming Sword of Fire | Zezelryck           |                     |
| 2010                | Cubed                                      | Security Guard      |                     |
| 2011                | Untitled Burr and Hart Project (film)      |                     |                     |
| 2011                | Little in Common (film)                    | Ty Burleson         |                     |
| 2011                | Modern Family                              | Andre               |                     |
| 2012                | 2012 MTV Video Music Awards                | Host                |                     |
| 2013                | Real Husbands of Hollywood                 | Rolul său           |                     |
| 2013                | Saturday Night Live                        | Rolul său           |                     |
| 2013                | Wild 'n Out (serial TV)                    | Rolul său           |                     |